# Uniforme de la selección de fútbol de Jamaica

## Fabricantes

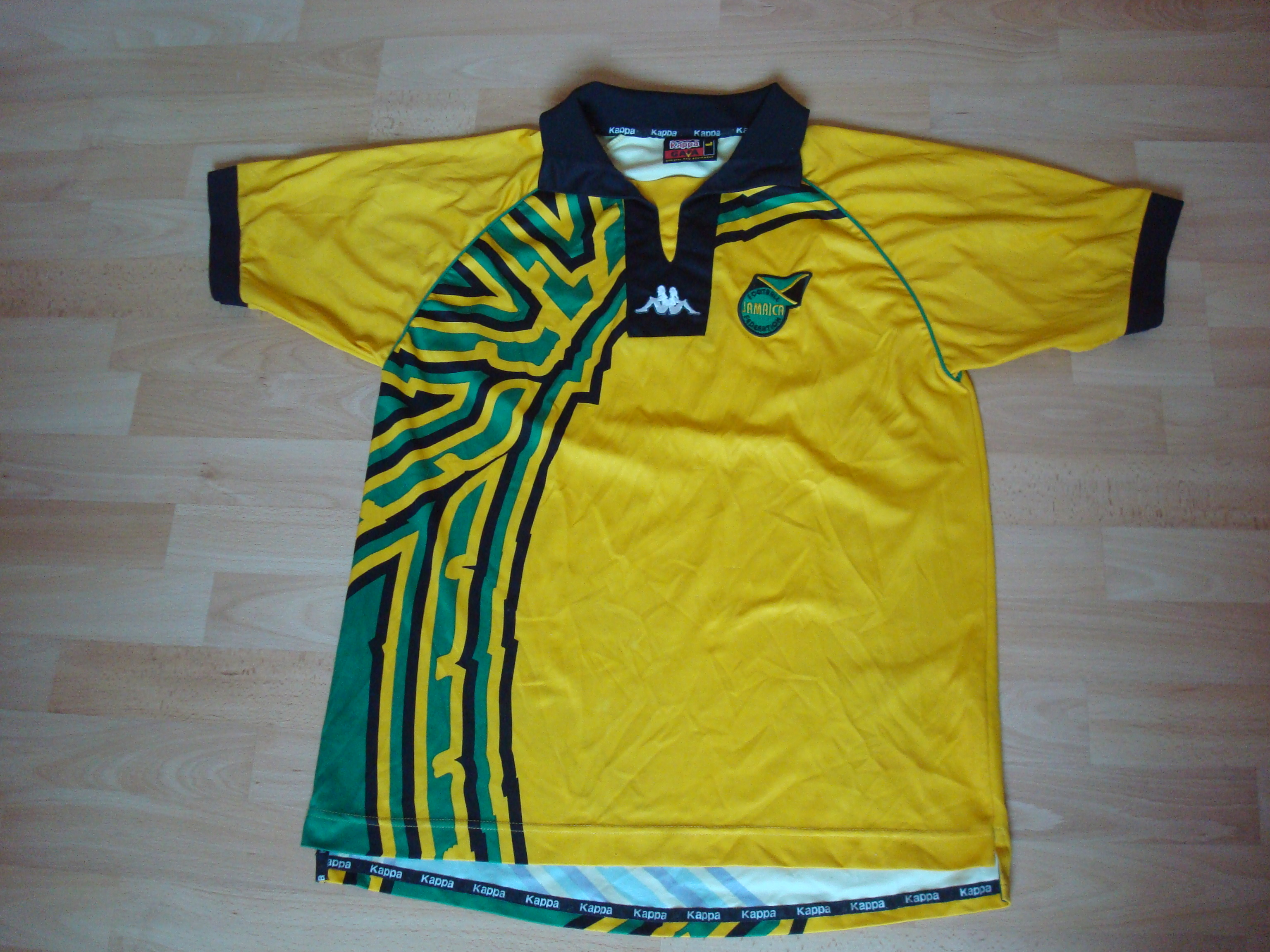
Camisa de Jamaica para la Copa del Mundo en 1998.

La Federación de Fútbol de Jamaica firmó su primer acuerdo con un proveedor en 1995 con Lanzera, que se fusiona el año siguiente con la empresa italiana Kappa. Este contrato se renueva después de la Copa Mundial de Fútbol de 1998, pero se terminaró en 1999, porque los suministros no estaban asegurados, lo que obligó a los equipos usar jerséis nacionales de diferentes años. En diciembre de 2000, la Federación firmó un contrato de dos años por un valor de $ 30.000.000 dólares jamaiquinos con el proveedor alemán Uhlsport. A continuación, este contrato fue renovado y expira en 2006.
Después de dos años sin equipamiento oficial, un contrato de $ 1,7 millones de dólares estadounidenses se firmó con Kappa durante dos años. Se refiere a los equipos nacionales masculinos y femeninos. Los pagos por incentivos también se proporcionan en caso de clasificación a la Copa del Mundo y la Copa Oro de la Concacaf. La ausencia de la distribuidora de Kappa en el Caribe, sin embargo provoca problemas de suministro de equipos nacionales y es casi imposible para los aficionados a comprar réplicas de camisetas.
Una vez más sin proveedor oficial en 2010 y 2011, un nuevo contrato fue firmado con Kappa en enero de 2012. Durante un período de tres años y un valor de 1,7 millones de dólares, este contrato también está emparejando con un bono en el caso de la clasificación para la Copa del Mundo.